# Skåne (Schiff, 1998)
Die Skåne ist eine schwedische Passagierfähre der Reederei Stena Line. Sie ist das größte kombinierte Eisenbahn- und RoPax-Fährschiff der Welt.

## Einzelheiten
Die 1997/98 mit der Baunummer 77 auf der Werft Astilleros Españoles im spanischen Puerta Real gebaute Fähre wurde im Auftrag der SweFerry AB, Helsingborg, gebaut. Nach dem noch namenlosen Stapellauf im August 1997 folgte Ende März 1998 die Schiffstaufe. Technischen Problemen bei der Probefahrt im Mai 1998 folgte eine Reparatur und am 22. Juni desselben Jahres die Übergabe an SweFerry. Vor der Indienststellung erfolgte eine Komplettierung bei der dänischen Fredericia Skibsværft.
Seit dem 7. August 1998 fährt das Schiff im Liniendienst auf der Fährverbindung Rostock–Trelleborg in der Ostsee. Im Jahr 2000 wurde SweFerry von der Stena Line übernommen und firmierte bis 2012 unter dem Namen Scandlines AB. Nachdem unter anderen die Fährlinie Rostock–Trelleborg von Scandlines an Stena Line überging, fährt auch die Skåne seit Ende 2012 in den Farben von Stena Line. 

## Route Rostock-Trelleborg
Im Wechsel mit der Mecklenburg-Vorpommern bedient die Skåne die Route zwischen dem Rostocker Überseehafen und dem südschwedischen Trelleborg, die Überfahrt  dauert tagsüber circa 6 und in der Nacht ungefähr 7,5 Stunden. Die Stena Line bietet drei Überfahrten täglich an, wobei eine hiervon eine Nachtfahrt ist.

## Zwischenfall 2012
Am 1. März 2012 kollidierte im  Rostocker Seekanal die Arklow Spirit mit der Skåne. Infolge des Aufpralls der Arklow Spirit wurde die Skåne an der hinteren Steuerbordseite eingedrückt, konnte die Fahrt aber wieder aufnehmen.

## Ältere Bilder

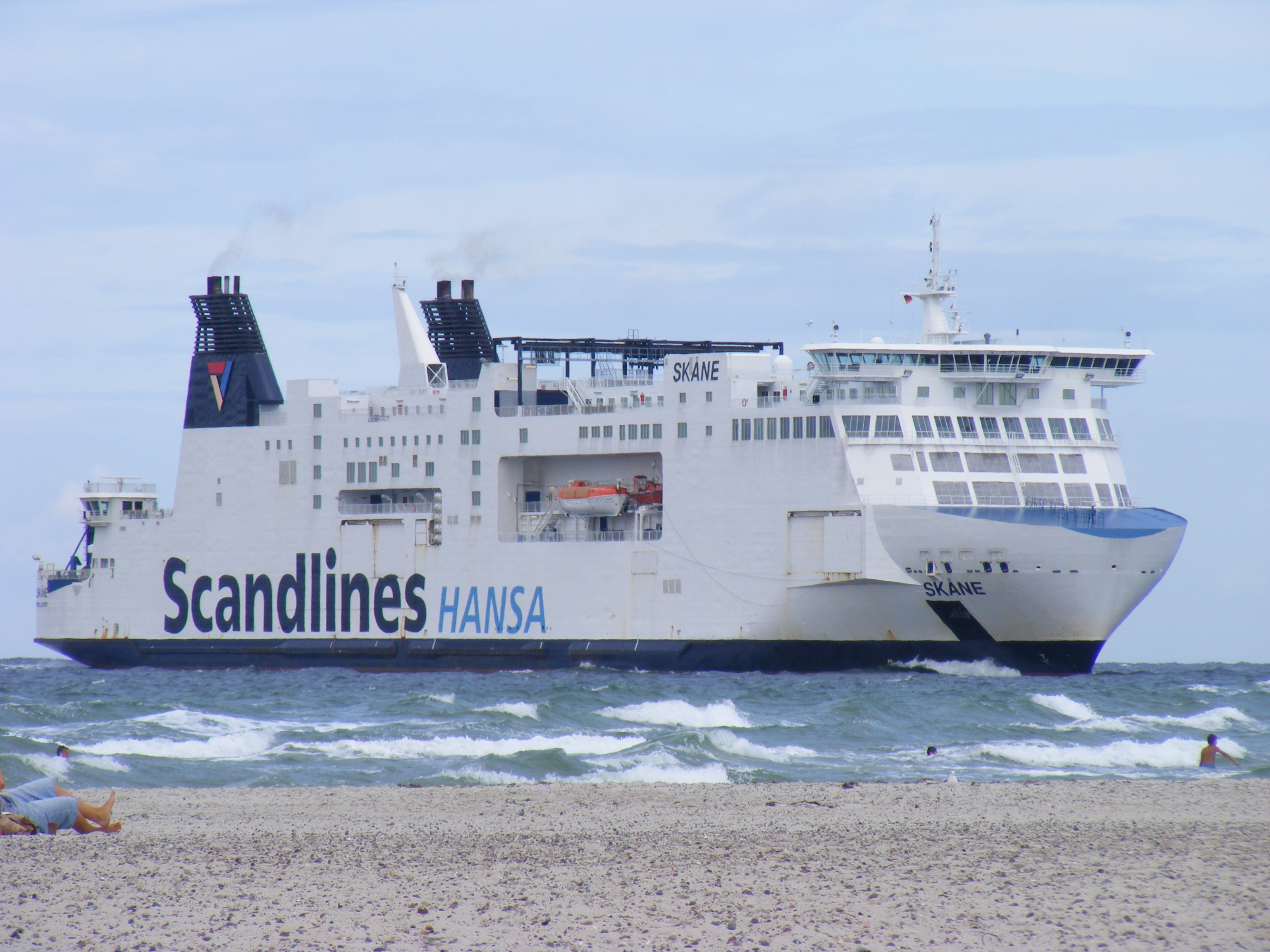
Skåne beim Einlaufen in Warnemünde (2009)
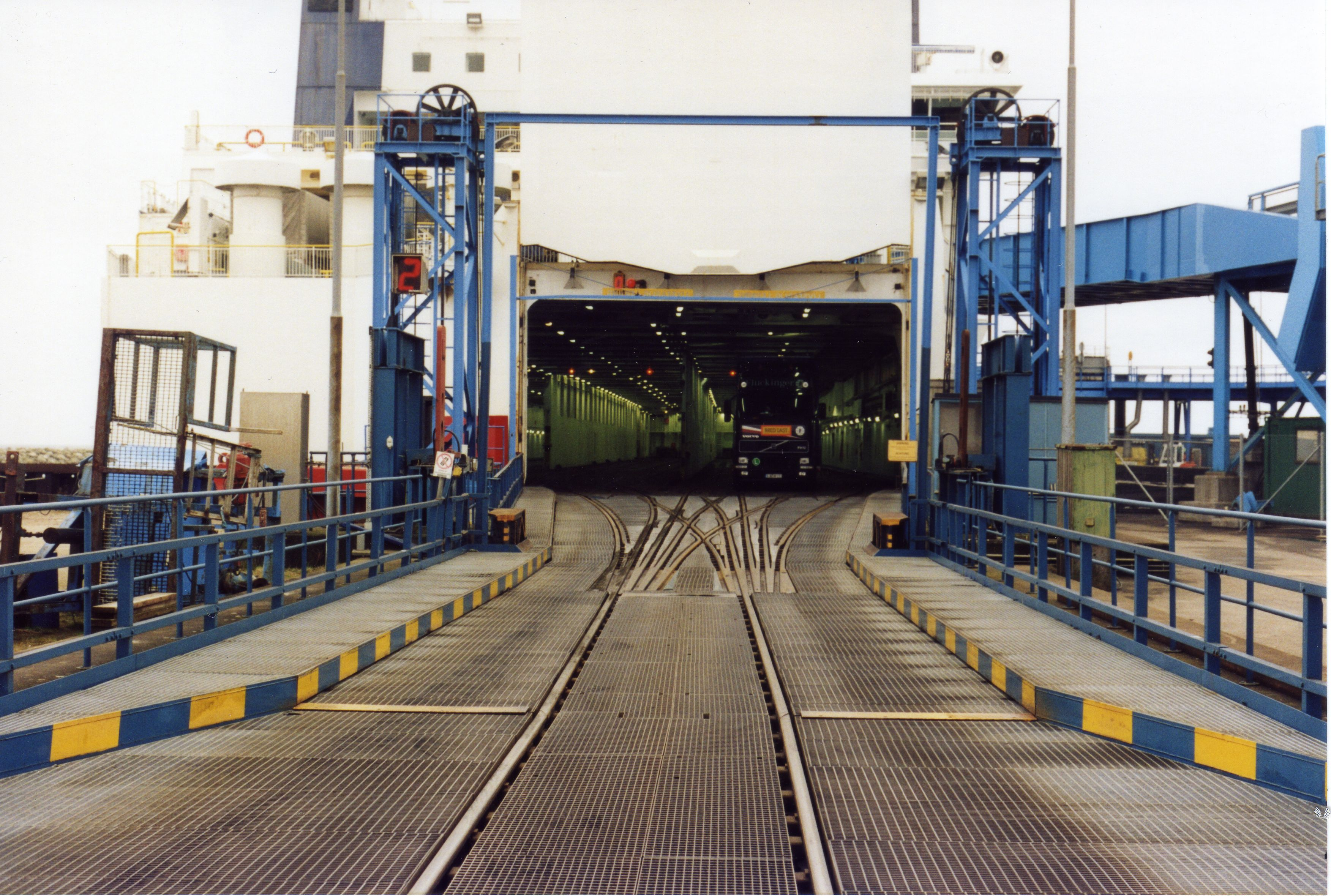
Fährbrücke (2001)